# Етјен-Луј Малус
Етјен-Луј Малус (фр. Étienne-Louis Malus; Париз, 23. јул 1775 — Париз, 24. фебруар 1812) био је француски официр, инжењер, физичар и математичар. 
Малус је рођен у Паризу, у Француској. Учествовао је у Наполеоновом походу на Египат, од 1798. до 1801. године. Малус је постао члан Француске академије наука 1810. године.
Његова математичка дела су се скоро у потпуности бавила проучавањем светла. Проучавао је геометријске системе назване системи зракова, који су уско повезани са Пликеровом линијском геометријом. Вршио је експерименте како би потврдио Хајгенсове теореме везане за светло и ревидирао је ту теорију у аналитичком облику. Његово откриће везано за поларизацију светлости рефлексијом објављено је 1809. године, а његова теорија дупле рефракције светлости у кристалима 1810. године.
Малус је покушао да утврди везу између поларизационог угла рефлексије, којег је открио, и индекса рефракције рефлектујућег материјала. Иако је извео тачну релацију за воду, није успео то да уради за стакла, јер су материјали, који су му били на располагању, били слабог квалитета (већина стакала из тог времена показивало је одступања између индекса рефракције површине и унутрашњости стакла). Тек је 1815. године Девид Брустер успео да изврши експеримент са стаклима већег квалитета и тачно формулише оно што је сада познато као Брустеров закон.
Малус је вероватно најпознатији по Малусовом закону, који даје резултантни интензитет, када се поларизатор постави на путу упадајућег зрака.